# پیتر ویر
پیتر لیندزی ویر (انگلیسی: Peter Lindsay Weir؛ زاده ۲۱ اوت ۱۹۴۴) کارگردان استرالیایی است. او پس از آنکه نقش رهبری موج نوی سینمای استرالیا را ایفا کرد، گروه متنوعی از فیلم‌های آمریکایی و بین‌المللی را کارگردانی کرد.

## فیلم‌شناسی
- ۱۹۷۴ - ماشین‌هایی که مردم را می‌خورند
- ۱۹۷۵ - پیک نیک در هنگینگ راک
- ۱۹۷۷ - آخرین موج
- ۱۹۸۱ - گالیپولی
- ۱۹۸۳ - سال زندگی خطرناک
- ۱۹۸۵ - شاهد
- ۱۹۸۶ - ساحل پشه
- ۱۹۸۹ - انجمن شاعران مرده
- ۱۹۹۰ - گرین کارت
- ۱۹۹۳ - بی‌باک
- ۱۹۹۸ - نمایش ترومن
- ۲۰۰۳ - ناخدا و فرمانده: آخر دنیا
- ۲۰۱۰ - راه بازگشت

## بخشی از جوایز و افتخارات
- برنده بفتای بهترین کارگردانی برای فیلم نمایش ترومن در سال ۱۹۹۸